# ماري دي لوكسمبورغ، ملكة فرنسا
ماري دي لوكسمبورغ، ملكة فرنسا (بالفرنسية: Marie de Luxembourg )‏ (و. 1305 – 1324 م) هي ملكة حاكمة، من فرنسا، توفيت عن عمر يناهز 19 عاماً، بسبب اضطراب النفاس.

## مناصب
تولت منصب عقيلة ملك.